# (505679) 2014 WT69
(505679) 2014 WT69 est un objet transneptunien faisant partie des twotinos, de magnitude absolue 5,85. 

## Caractéristiques
(505679) 2014 WT69 mesure environ 300 km de diamètre, ce qui pourrait le qualifier comme un candidat au statut de planète naine.